# Frank Terletzki
Frank Terletzki (ur. 5 sierpnia 1950 w Berlinie) – piłkarz niemiecki grający na pozycji pomocnika. W swojej karierze rozegrał 4 mecze i strzelił 1 gola w reprezentacji Niemieckiej Republiki Demokratycznej.

## Kariera klubowa
Swoją karierę piłkarską Terletzki rozpoczął w klubie Dynamo Berlin. W 1969 roku został zawodnikiem pierwszego zespołu i w sezonie 1978/1979 zadebiutował w jego barwach w DDR-Oberlidze. Wraz z zespołem z Berlina wywalczył osiem tytułów mistrza Niemieckiej Republiki Demokratycznej w sezonach 1978/1979, 1979/1980, 1980/1981, 1981/1982, 1982/1983, 1983/1984, 1984/1985 i 1985/1986. W zespole Dynama występował do końca swojej kariery, czyli do końca sezonu 1985/1986.
| Sezon   | Klub          | Kraj | Rozgrywki    | Mecze | Bramki |
| ------- | ------------- | ---- | ------------ | ----- | ------ |
| 1969/70 | Dynamo Berlin | NRD  | DDR-Oberliga | 5     | 0      |
| 1970/71 | Dynamo Berlin | NRD  | DDR-Oberliga | 8     | 0      |
| 1971/72 | Dynamo Berlin | NRD  | DDR-Oberliga | 25    | 8      |
| 1972/73 | Dynamo Berlin | NRD  | DDR-Oberliga | 24    | 6      |
| 1973/74 | Dynamo Berlin | NRD  | DDR-Oberliga | 22    | 5      |
| 1974/75 | Dynamo Berlin | NRD  | DDR-Oberliga | 26    | 7      |
| 1975/76 | Dynamo Berlin | NRD  | DDR-Oberliga | 25    | 10     |
| 1976/77 | Dynamo Berlin | NRD  | DDR-Oberliga | 25    | 7      |
| 1977/78 | Dynamo Berlin | NRD  | DDR-Oberliga | 24    | 8      |
| 1978/79 | Dynamo Berlin | NRD  | DDR-Oberliga | 26    | 9      |
| 1979/80 | Dynamo Berlin | NRD  | DDR-Oberliga | 26    | 12     |
| 1980/81 | Dynamo Berlin | NRD  | DDR-Oberliga | 26    | 5      |
| 1981/82 | Dynamo Berlin | NRD  | DDR-Oberliga | 24    | 6      |
| 1982/83 | Dynamo Berlin | NRD  | DDR-Oberliga | 25    | 1      |
| 1983/84 | Dynamo Berlin | NRD  | DDR-Oberliga | 25    | 4      |
| 1984/85 | Dynamo Berlin | NRD  | DDR-Oberliga | 21    | 3      |
| 1985/86 | Dynamo Berlin | NRD  | DDR-Oberliga | 16    | 0      |

## Kariera reprezentacyjna
W reprezentacji Niemieckiej Republiki Demokratycznej Terletzki zadebiutował 3 września 1975 w zremisowanym 0:0 towarzyskim meczu ze Związkiem Radzieckim, rozegranym w Moskwie. W 1980 roku zdobył srebrny medal na Igrzyskach Olimpijskich w Moskwie. W kadrze narodowej od 1975 do 1980 roku rozegrał 4 spotkania i zdobył w nich 1 bramkę.